# Departamento de La Poma
Departamento de La Poma är en kommun i Argentina.   Den ligger i provinsen Salta, i den norra delen av landet, 1 400 km nordväst om huvudstaden Buenos Aires. Antalet invånare är 1 735.
Omgivningarna runt Departamento de La Poma är i huvudsak ett öppet busklandskap. Runt Departamento de La Poma är det mycket glesbefolkat, med 4 invånare per kvadratkilometer.